# Eberhard I. (Worms)

Wappenschild der Raugrafen

Raugraf Eberhard I. († 23. März 1277 in Montpellier, Frankreich) war von 1257 bis 1277 Bischof von Worms. 

## Herkunft und Familie
Er entstammte der Familie der Raugrafen und wurde geboren als Sohn von Raugraf Rupert I. sowie seiner Gattin Hedwig von Eberstein.
Der Speyerer Bischof Konrad von Eberstein († 1245) und Eberhard IV. von Eberstein († 1263), Gründer des Klosters Rosenthal, waren Brüder der Mutter; die Hl. Hedwig und Königin Gertrud von Ungarn deren Cousinen. 
Agnes von Eberstein, eine Schwester der Mutter, heiratete Graf Friedrich II. von Leiningen. Ihre Kinder Friedrich III. von Leiningen († 1287), Erbauer der Burg Neuleiningen, Emich IV. von Leiningen († 1281), Gründer der Stadt Landau in der Pfalz, Berthold von Leiningen († 1285), Bischof von Bamberg und Heinrich von Leiningen, Bischof von Speyer († 1272) waren Cousins von Raugraf Eberhard; die Hl. Elisabeth von Thüringen (eine Tochter der genannten Gertrud von Ungarn) seine Großcousine.

## Leben und Wirken

### Kleriker
Eberhard I. war Domherr in Worms und amtierte 1247 als Dompropst sowie als Propst des Cyriakusstifts zu Worms-Neuhausen. Damals war Bischof Konrad von Dürkheim gestorben und das Wormser Domkapitel wählte den Raugrafen zum Nachfolger. Er wurde auch vom Mainzer Erzbischof Siegfried III. von Eppstein unterstützt. Der päpstliche Kardinallegat Pietro Capocci setzte jedoch Richard von Daun zum Bischof ein, was Papst Innozenz IV.  bestätigte. Durch Vermittlung des Königs Wilhelm von Holland verzichtete Raugraf Eberhard schließlich 1253 auf seine Ansprüche, nachdem man ihn entschädigt hatte.

### Bischof von Worms

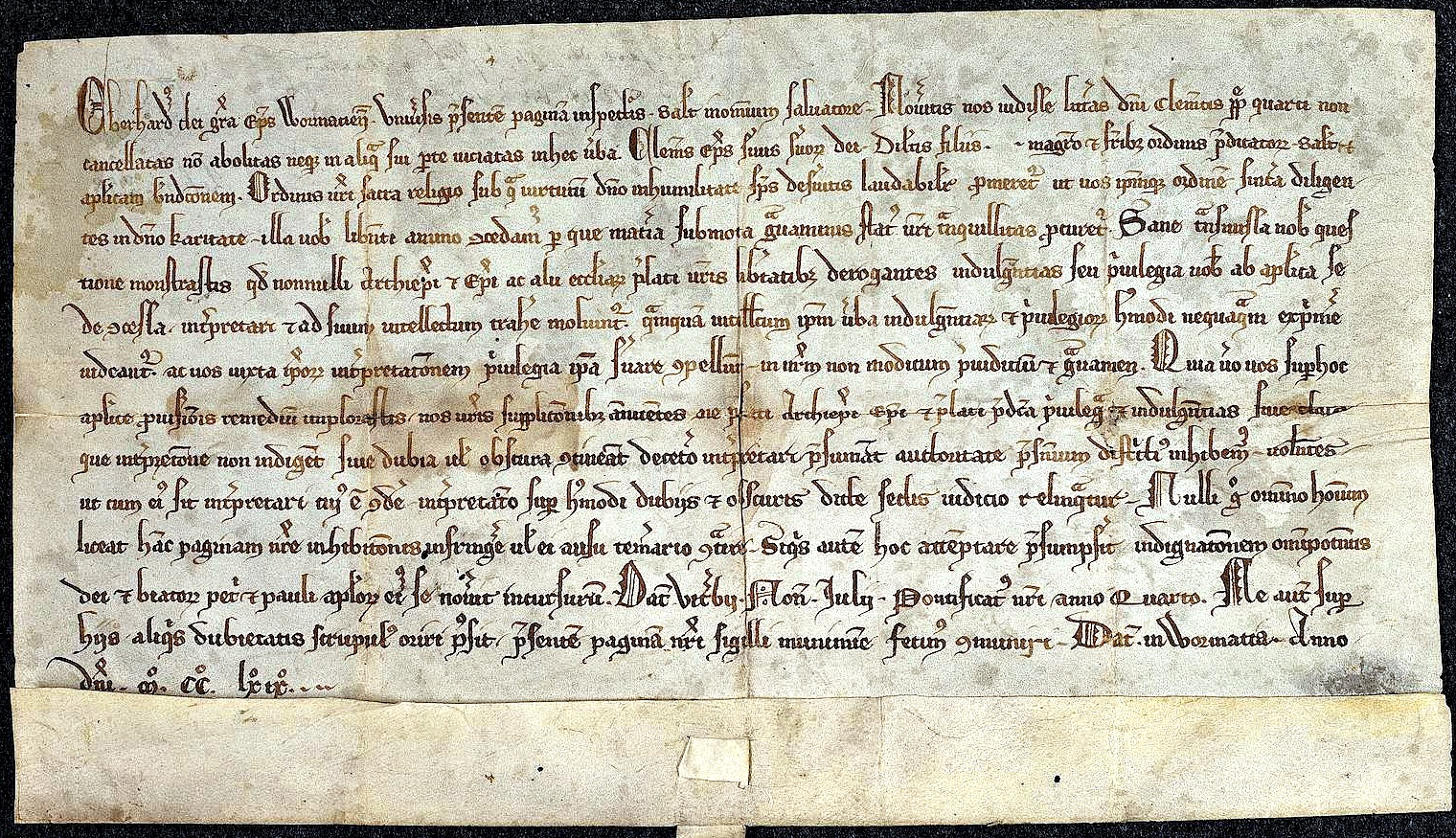
Urkunde des Bischofs von 1269

Bischof Richard von Daun starb im Winter 1257, nach zehnjähriger Amtszeit. Am 28. Dezember wählte das Wormser Domkapitel abermals Raugraf Eberhard zum Bischof. Die Wahl wurde von seinem Cousin Bischof Heinrich von Leiningen (Speyer) unterstützt und vom Mainzer Erzbischof Gerhard I. von Dhaun, am 11. Januar 1258 bestätigt. Schon 1259 beschenkte er das Kloster Schönau mit reichem Grundbesitz in Plankstadt. Der Bischof verband sich mit König Richard von Cornwall und sollte in seinem Auftrag auch die Stadt Worms für ihn gewinnen, was aber nicht gelang. Ende November 1273 besuchte dessen Nachfolger Rudolf von Habsburg die Stadt. Am 3. Dezember leistete ihm die Bürgerschaft vor dem Bischofshof den Treueeid, den Bischof Eberhard I. vorsprach. 
Am 22. Mai 1261 weihte Raugraf Eberhard die von seinem Onkel gestiftete Klosterkirche in Rosenthal, die noch als Ruine existiert. Dort begrub man im Oktober des Jahres auch seinen Bruder Raugraf Heinrich I; die Grabplatte ist in der Kirchenruine erhalten. Laut der Regensburger Chronik von Carl Theodor Gemeiner, war er der Ritter der mit Herzogin Maria von Brabant einen Briefwechsel führte, weshalb diese, aus unbegründeter Eifersucht, 1256 auf Befehl ihres Gatten Ludwig des Strengen von Bayern enthauptet wurde.
Nach der Mainzer Provinzialsynode von 1261 begann Bischof Eberhard die dort beschlossenen Reformen umzusetzen, 1265 weihte er die umgebaute Martinskirche Worms und ihren neuen Hauptaltar. Zur Zeit Eberhards gerieten das Wormser Domkapitel bzw. die Stiftskapitel und die Stadt öfter in ernsthafte Streitigkeiten, wobei der Oberhirte immer wieder eine begütigende, vermittelnde Rolle einnahm. 
Bischof Eberhard I. reiste im Auftrag König Rudolfs von Habsburg nach Rom und an diverse andere Orte. Bei einer dieser Gesandtschaften starb er 1277 im französischen Montpellier und wurde im Kloster Otterberg beigesetzt. Die Amtsnachfolge trat sein Bruder, Raugraf Friedrich I. an.
Bischof Emich I. von Worms († 1299) war sein Neffe.